# Passionsfenster (Le Conquet)

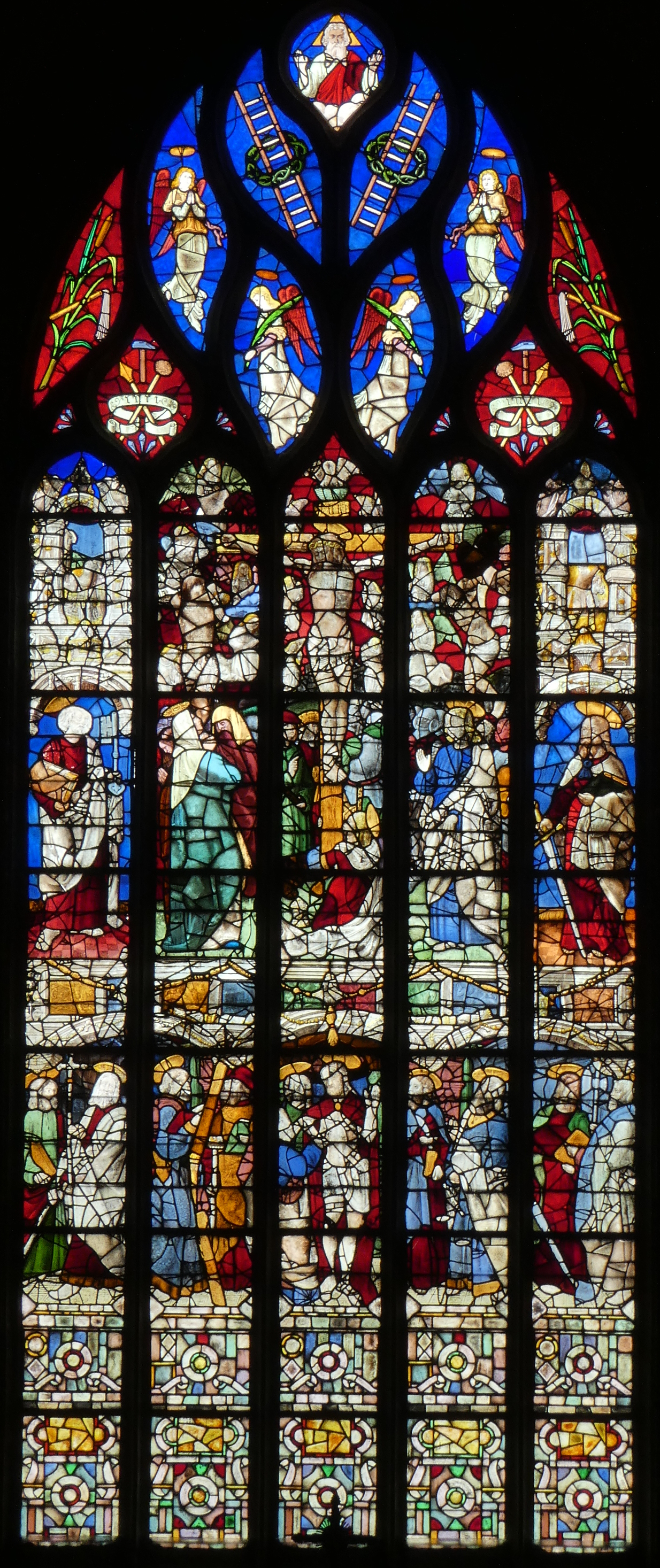
Passionsfenster in Le Conquet

Das Passionsfenster in der katholischen Kirche Ste-Croix (erbaut von 1861 bis 1863) in Le Conquet, einer französischen Gemeinde im Département Finistère in der Region Bretagne, wurde im letzten Viertel des 16. Jahrhunderts geschaffen. Das Bleiglasfenster wurde 1938 als Monument historique in die Liste der geschützten Objekte (Base Palissy) in Frankreich aufgenommen.
Das zentrale Fenster (Nr. 0) im Chor, 6,60 Meter hoch und 2,60 Meter breit, wurde aus verschiedenen Fenstern, die sich ursprünglich in der heute zerstörten Kirche in Lochrist befanden, zusammengestellt. Das Fenster wurde 1944 bei einem Bombenangriff beschädigt und im Jahr 1948 restauriert.
Die zentrale Szene ist die Kreuzigung Christi, die anderen stellen die Apostel dar. Die Scheiben im Maßwerk aus dem 19. Jahrhundert zeigen Gottvater umgeben von Engeln und den Leidenswerkzeugen.